# Theodor Siebel

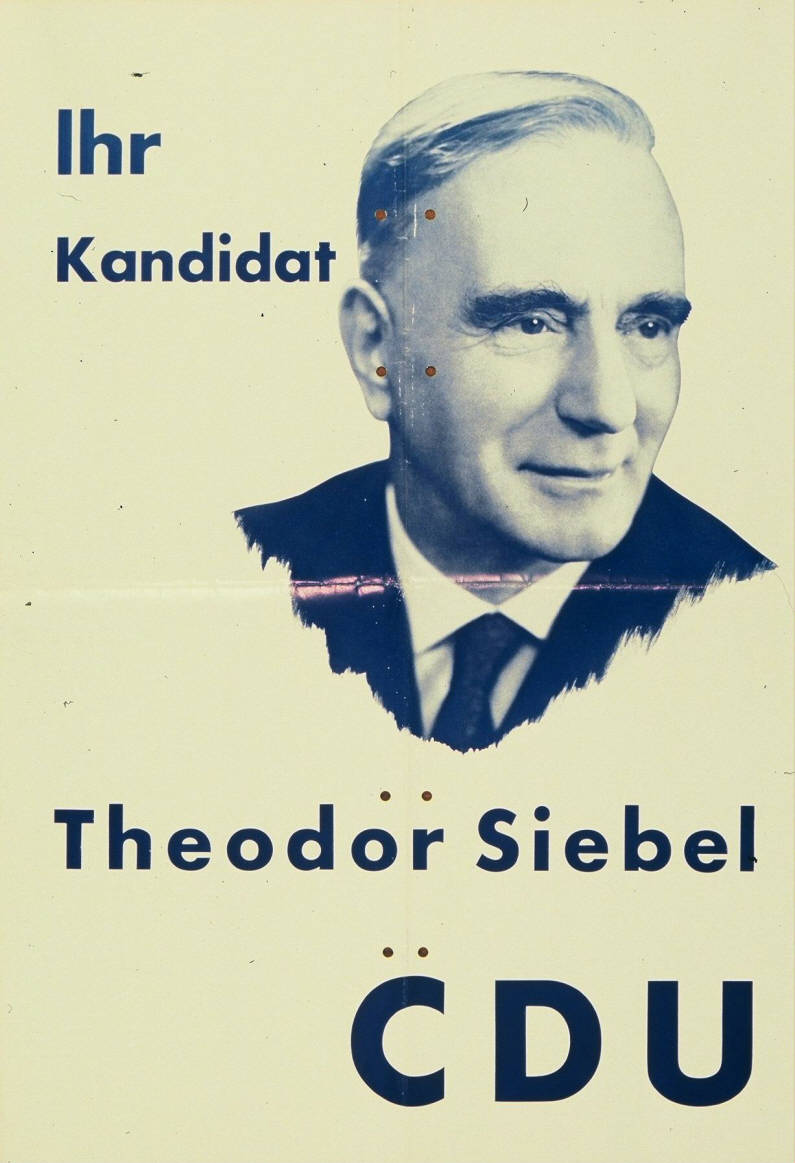
Theodor Siebel auf einem Wahlplakat zur Bundestagswahl 1961

Theodor Siebel (* 16. Januar 1897 in Freudenberg; † 14. September 1975 ebenda) war ein deutscher Unternehmer und Politiker (CDU).

## Leben und Beruf
Nach dem Abitur am Realgymnasium in Betzdorf und der Teilnahme am Ersten Weltkrieg studierte Siebel Chemie an den Universitäten in Marburg und Darmstadt. 1930 wurde er Mitinhaber der 1780 gegründeten Lederfabrik Gebr. Siebel in Freudenberg. Von 1947 bis 1953 war er Vizepräsident der Industrie- und Handelskammer in Siegen.
Er amtierte von 1946 bis 1949 als Amtsbürgermeister des Amtes Freudenberg.

## Partei
Siebel trat 1945 in die CDU ein und war Vorsitzender des CDU-Kreisverbandes Siegerland.

## Abgeordneter
Siebel war nach 1945 Kreistagsmitglied des Kreises Siegen. Dem Deutschen Bundestag gehörte er seit dessen erster Wahl 1949 bis 1961 an. Im Parlament vertrat er den Wahlkreis Siegen-Stadt und -Land, in dem er stets direkt und 1957 sogar mit einer absoluten Mehrheit von 51,4 % der Erststimmen gewählt wurde. Von 1953 bis 1957 war er stellvertretender Vorsitzender des Bundestagsausschusses für das Post- und Fernmeldewesen.